# Boissy-Lamberville
Pour les articles homonymes, voir Boissy.
Boissy-Lamberville est une commune française située dans le département de l'Eure en région Normandie.

## Géographie

### Localisation
Boissy-Lamberville est une commune du Nord-Ouest du département de l'Eure en région Normandie. Elle se situe dans la région naturelle du Lieuvin, entre Bernay et Lieurey.
Elle est à 10 km au nord de Bernay, à 24 km au sud de Pont-Audemer, à 28 km à l'est de Lisieux et à 48 km au nord-ouest d'Évreux.
| Bazoques                                      | Giverville            | Morsan              |
| Folleville (exclave du hameau de la Bretagne) | Boissy-Lamberville    | Morsan Berthouville |
| Courbépine                                    | Valailles, Courbépine | Plasnes             |

### Hydrographie
La commune est située dans le bassin Seine-Normandie. Elle n'est drainée par aucun cours d'eau,.

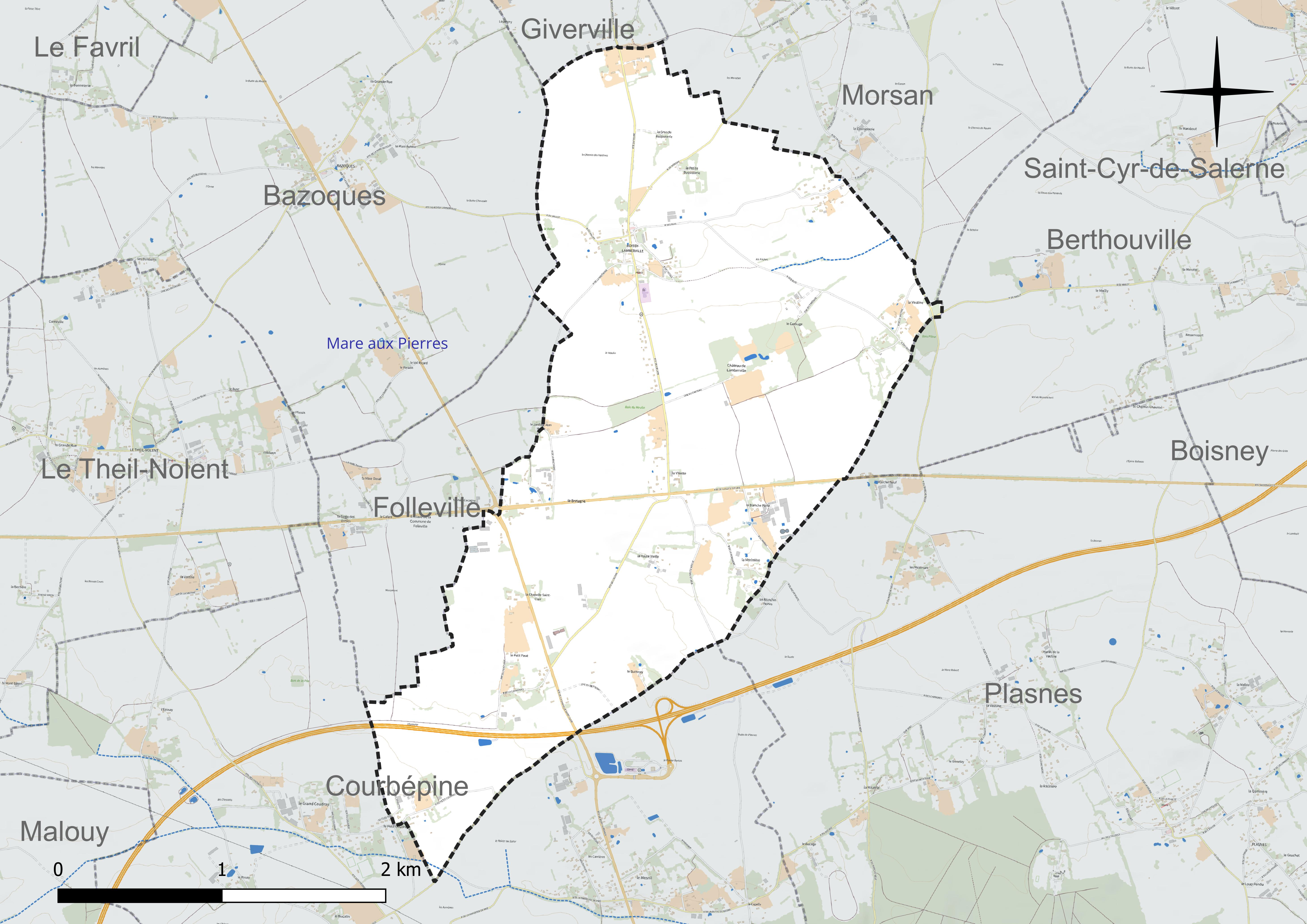
Réseau hydrographique de Boissy-Lamberville.

### Climat
Pour des articles plus généraux, voir Climat de la Normandie et Climat de l'Eure.
En 2010, le climat de la commune est de type climat océanique dégradé des plaines du Centre et du Nord, selon une étude du CNRS s'appuyant sur une série de données couvrant la période 1971-2000. En 2020, Météo-France publie une typologie des climats de la France métropolitaine dans laquelle la commune est exposée à un climat océanique et est dans la région climatique  Côtes de la Manche orientale, caractérisée par un faible ensoleillement (1 550 h/an) ; forte humidité de l’air (plus de 20 h/jour avec humidité relative > 80 % en hiver), vents forts fréquents. Parallèlement le GIEC normand, un groupe régional d’experts sur le climat, différencie quant à lui, dans une étude de 2020, trois grands types de climats pour la région Normandie, nuancés à une échelle plus fine par les facteurs géographiques locaux. La commune est, selon ce zonage, exposée à un « climat contrasté des collines », correspondant au Pays d’Auge, Lieuvin et Roumois, moins directement soumis aux flux océaniques et connaissant toutefois des précipitations assez marquées en raison des reliefs collinaires qui favorisent leur formation.
Pour la période 1971-2000, la température annuelle moyenne est de 10 °C, avec  une amplitude thermique annuelle de 13,4 °C. Le cumul annuel moyen de précipitations est de 831 mm, avec 12,6 jours de précipitations en janvier et 8,7 jours en juillet. Pour la période 1991-2020, la température moyenne annuelle observée sur la station météorologique la plus proche, située sur la commune de Bernay à 9 km à vol d'oiseau, est de 10,9 °C et le cumul annuel moyen de précipitations est de 666,9 mm,. Pour l'avenir, les paramètres climatiques de la commune estimés pour 2050 selon différents scénarios d’émission de gaz à effet de serre sont consultables sur un site dédié publié par Météo-France en novembre 2022.

## Urbanisme

### Typologie
Au 1er janvier 2024, Boissy-Lamberville est catégorisée commune rurale à habitat très dispersé, selon la nouvelle grille communale de densité à 7 niveaux définie par l'Insee en 2022.
Elle est située hors unité urbaine. Par ailleurs la commune fait partie de l'aire d'attraction de Bernay, dont elle est une commune de la couronne,. Cette aire, qui regroupe 36 communes, est catégorisée dans les aires de moins de 50 000 habitants,.

### Occupation des sols
L'occupation des sols de la commune, telle qu'elle ressort de la base de données européenne d’occupation biophysique des sols Corine Land Cover (CLC), est marquée par l'importance des territoires agricoles (100 % en 2018), une proportion identique à celle de 1990 (100 %). La répartition détaillée en 2018 est la suivante : 
terres arables (67,6 %), prairies (26,9 %), zones agricoles hétérogènes (5,5 %). L'évolution de l’occupation des sols de la commune et de ses infrastructures peut être observée sur les différentes représentations cartographiques du territoire : la carte de Cassini (XVIIIe siècle), la carte d'état-major (1820-1866) et les cartes ou photos aériennes de l'IGN pour la période actuelle (1950 à aujourd'hui).

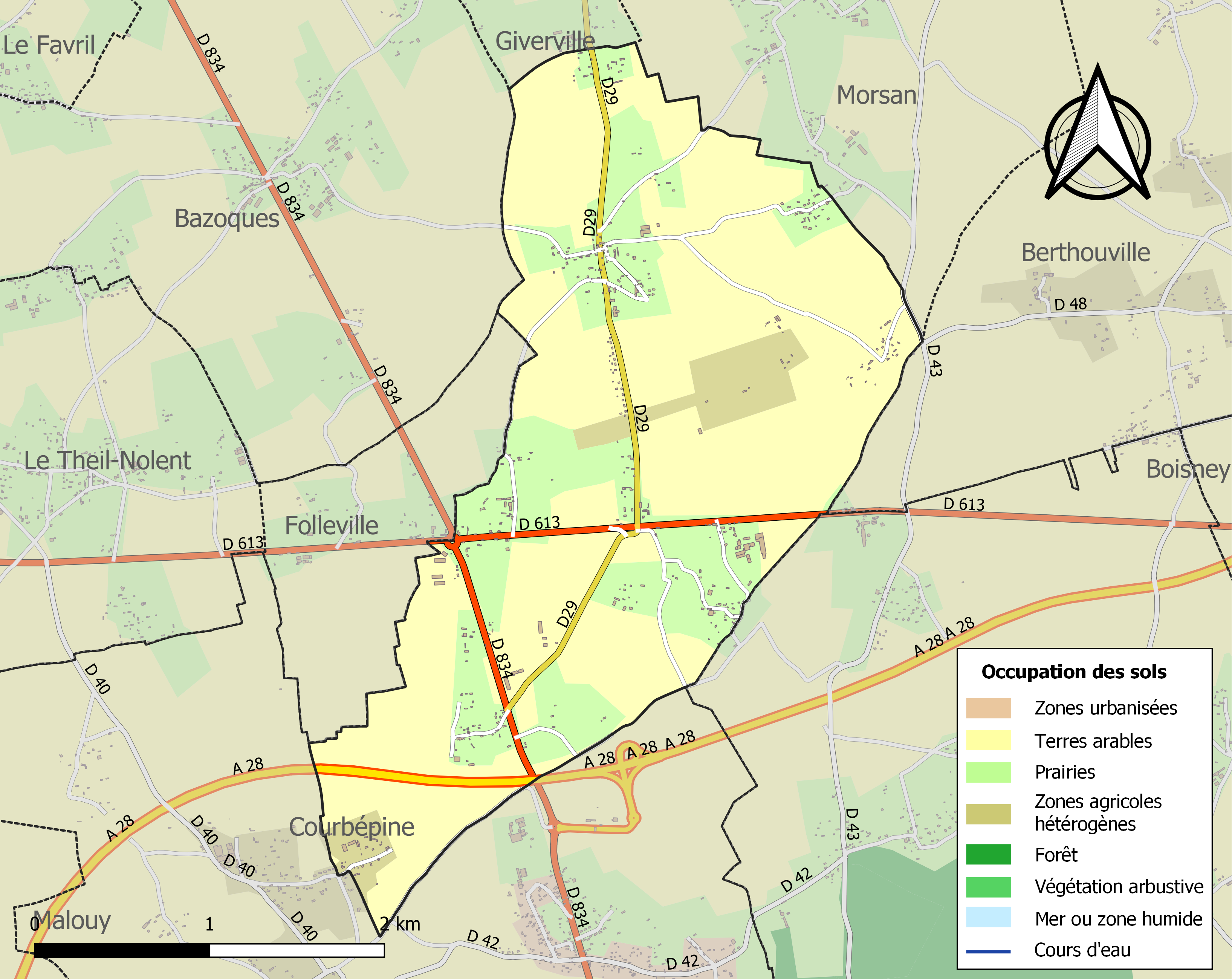
Carte des infrastructures et de l'occupation des sols de la commune en 2018 (CLC).

## Toponymie
Boissy est attesté sous la forme Boisseium en 1152 (bulle d’Eugène III), Buxeium en 1182 (cartulaire du Bec), Boisseum en 1216 (cartulaire de Préaux), Bouissy en 1402, Boissi de Lamberville en 1828.

Le toponyme provient du gallo-roman *BUXETU, issu du latin buxetum « ensemble de buis » ou mieux « lieu planté de buis ».
Lamberville est attesté sous la forme Lamberti villa, Lambervilla en 1152 (bulle d’Eugène III) entre 1182 (cartulaire du Bec) et 1191 ou 1192, Lamberville Boissy vers 1701 (lettres d’union des deux fiefs), Lamberville de Boissy en 1730 (éphéméride du journal de Bernay).

Lamberville est un type toponymique médiéval en -ville, précédé de l'anthroponyme Lambert, d'origine germanique Landbehrt. Vile signifiait originellement « domaine rural », d'où le sens global de « domaine de Lambert » (voir vilain).
Les deux noms sont associés dès le XIIe siècle[réf. nécessaire]. Lamberville n'est d'ailleurs pas une ancienne paroisse, mais un hameau et un ancien fief.

## Politique et administration
| Période                                  | Période   | Identité        | Étiquette | Qualité     |
| ---------------------------------------- | --------- | --------------- | --------- | ----------- |
| mars 2008                                | En cours  | Gilbert Larcher | SE        | Agriculteur |
| 1987                                     | mars 2008 | Michel Pinchon  |           |             |
| 1945                                     | 1987      | M. Pinchon      |           |             |
| Les données manquantes sont à compléter. |           |                 |           |             |

## Population et société

### Démographie
L'évolution du nombre d'habitants est connue à travers les recensements de la population effectués dans la commune depuis 1793. Pour les communes de moins de 10 000 habitants, une enquête de recensement portant sur toute la population est réalisée tous les cinq ans, les populations de référence des années intermédiaires étant quant à elles estimées par interpolation ou extrapolation. Pour la commune, le premier recensement exhaustif entrant dans le cadre du nouveau dispositif a été réalisé en 2008.

En 2022, la commune comptait 379 habitants, en évolution de +10,82 % par rapport à 2016 (Eure : −0,25 %, France hors Mayotte : +2,11 %).
| 1793 | 1800 | 1806 | 1821 | 1831 | 1836 | 1841 | 1846 | 1851 |
| ---- | ---- | ---- | ---- | ---- | ---- | ---- | ---- | ---- |
| 766  | 771  | 773  | 771  | 775  | 750  | 700  | 672  | 649  |

| 1856 | 1861 | 1866 | 1872 | 1876 | 1881 | 1886 | 1891 | 1896 |
| ---- | ---- | ---- | ---- | ---- | ---- | ---- | ---- | ---- |
| 616  | 564  | 572  | 503  | 518  | 481  | 473  | 445  | 415  |

| 1901 | 1906 | 1911 | 1921 | 1926 | 1931 | 1936 | 1946 | 1954 |
| ---- | ---- | ---- | ---- | ---- | ---- | ---- | ---- | ---- |
| 409  | 395  | 366  | 290  | 258  | 280  | 255  | 254  | 290  |

| 1962 | 1968 | 1975 | 1982 | 1990 | 1999 | 2006 | 2008 | 2013 |
| ---- | ---- | ---- | ---- | ---- | ---- | ---- | ---- | ---- |
| 267  | 254  | 235  | 245  | 281  | 276  | 276  | 276  | 322  |

| 2018 | 2022 | - | - | - | - | - | - | - |
| ---- | ---- | - | - | - | - | - | - | - |
| 357  | 379  | - | - | - | - | - | - | - |

### Manifestations culturelles et festivités
Chaque année, le quatrième week-end de septembre, les Journées artistiques de Boissy-Lamberville attirent de nombreux visiteurs pour découvrir une exposition d'Art contemporain autour de laquelle sont organisés des ateliers de pratique artistique, des performances, des concerts.

### Équipements
L'école de Boissy-Lamberville accueille la cantine du regroupement pédagogique intercommunal de la Mare Autour, les ateliers du vendredi ainsi que la garderie soir et matin.
Par ailleurs, la commune possède une salle des fêtes où se déroulent de nombreuses manifestations municipales et associatives mais aussi des fêtes et manifestations privées.

## Culture locale et patrimoine

### Lieux et monuments
- L'église Notre-Dame a un chœur polygonal de la Renaissance[26].

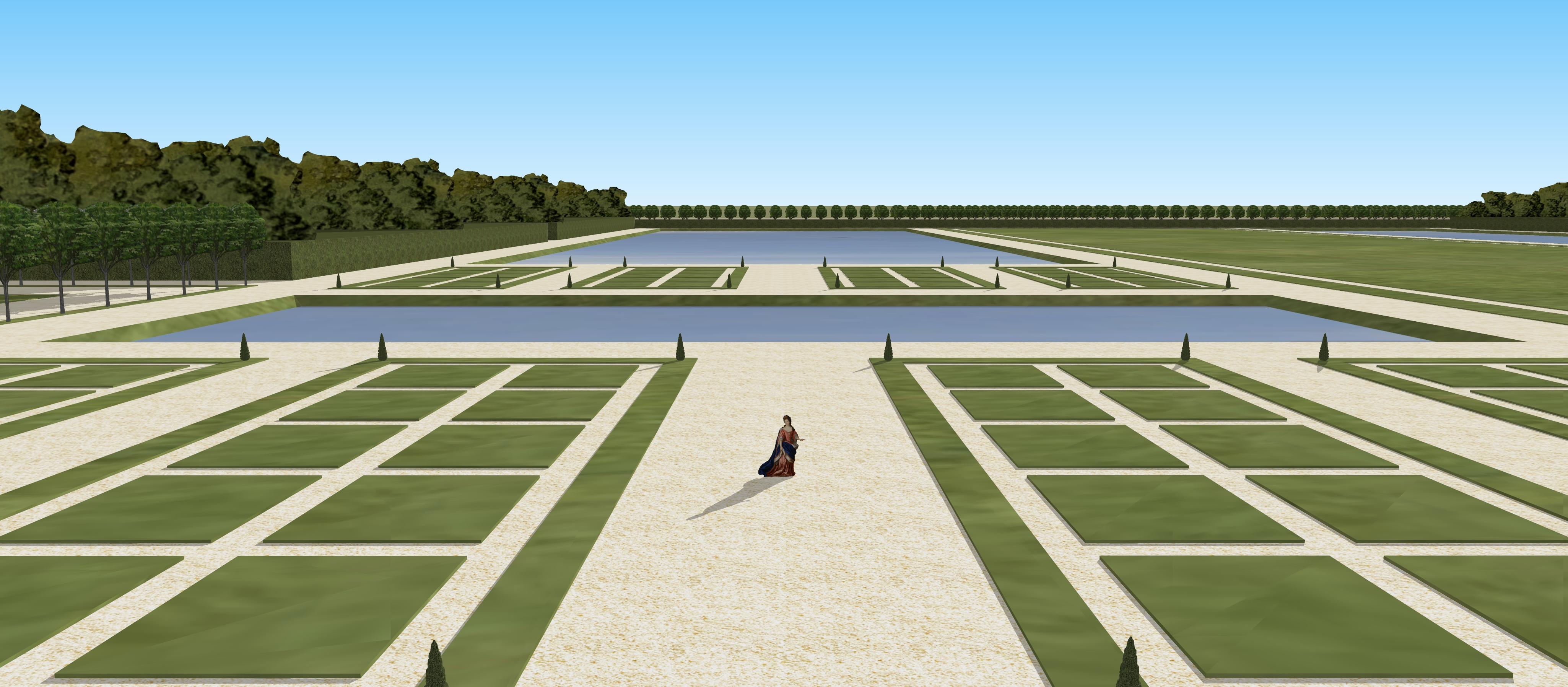
Restitution du jardin du château de Boissy Lamberville, au XVIIIe siècle, d'après le plan Trudaine.

- Château de Lamberville. Cette simple gentilhommière a été bâtie, vers 1640, par dom Heusté de Lamberville, grand prieur du Bec-Hellouin. Malgré la disparition de ses lucarnes, avec sa façade en brique et pierre, et sa transformation en exploitation agricole, il a conservé un certain caractère, et est semblable à celui du Grand Feugueray[27].

- La base no 198 du Bois Pitou, base de lancement des bombes volantes V1[28]. C'est une base ultra légère, de deuxième génération, construite vers le mois de mai 1944 par des prisonniers de guerre. Sont encore observables : une partie de la dalle « amagnétique », les traces du chemin conduisant, sans doute, à l'abri de stockage des produits chimiques, une partie du hangar d'assemblage, une partie du blockhaus de commandement de tir, des isolateurs électriques (encore en place, fixés aux arbres, près du hangar d'assemblage, et s'éloignant vers Lamberville).

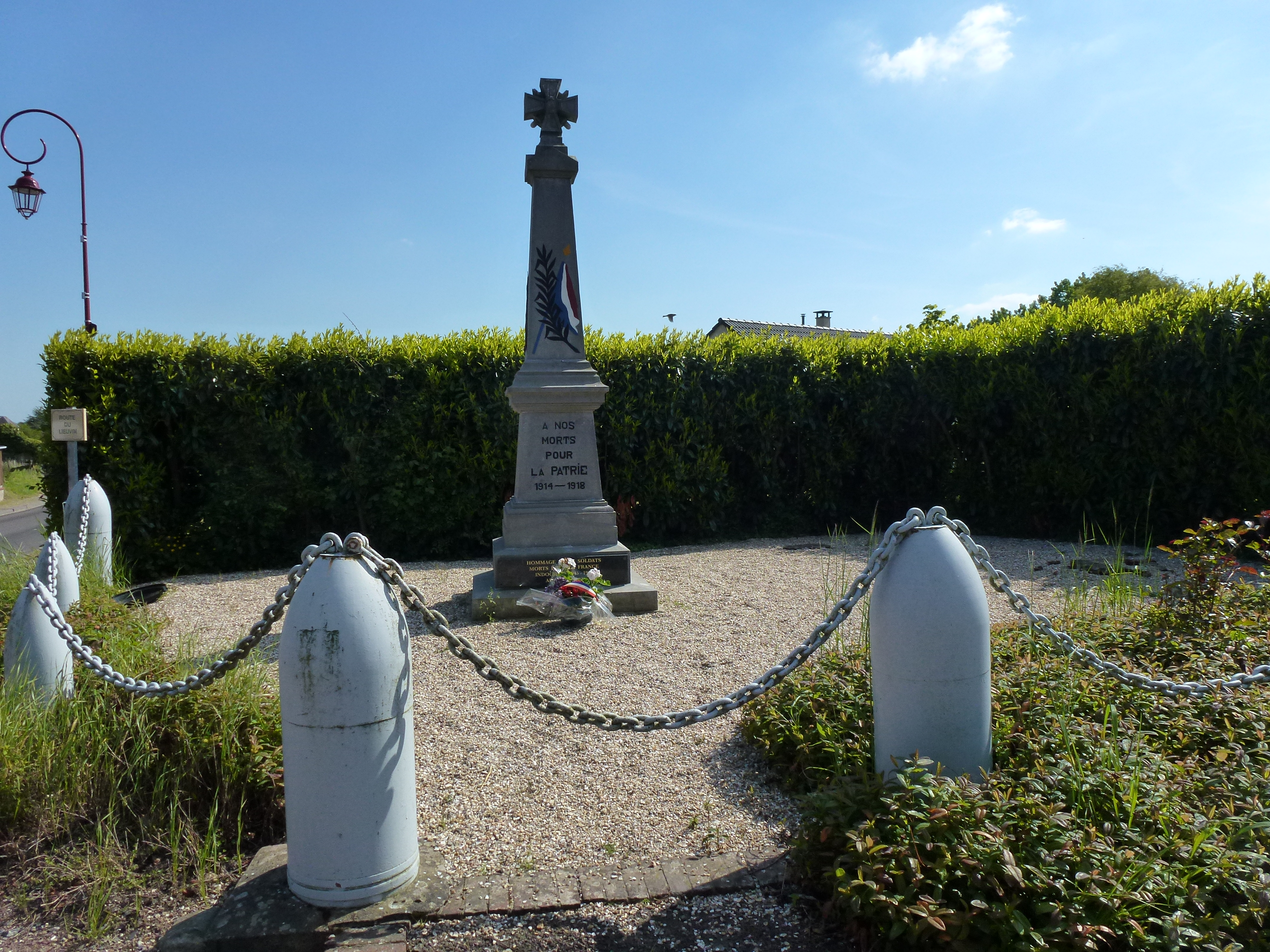
Monument aux morts.
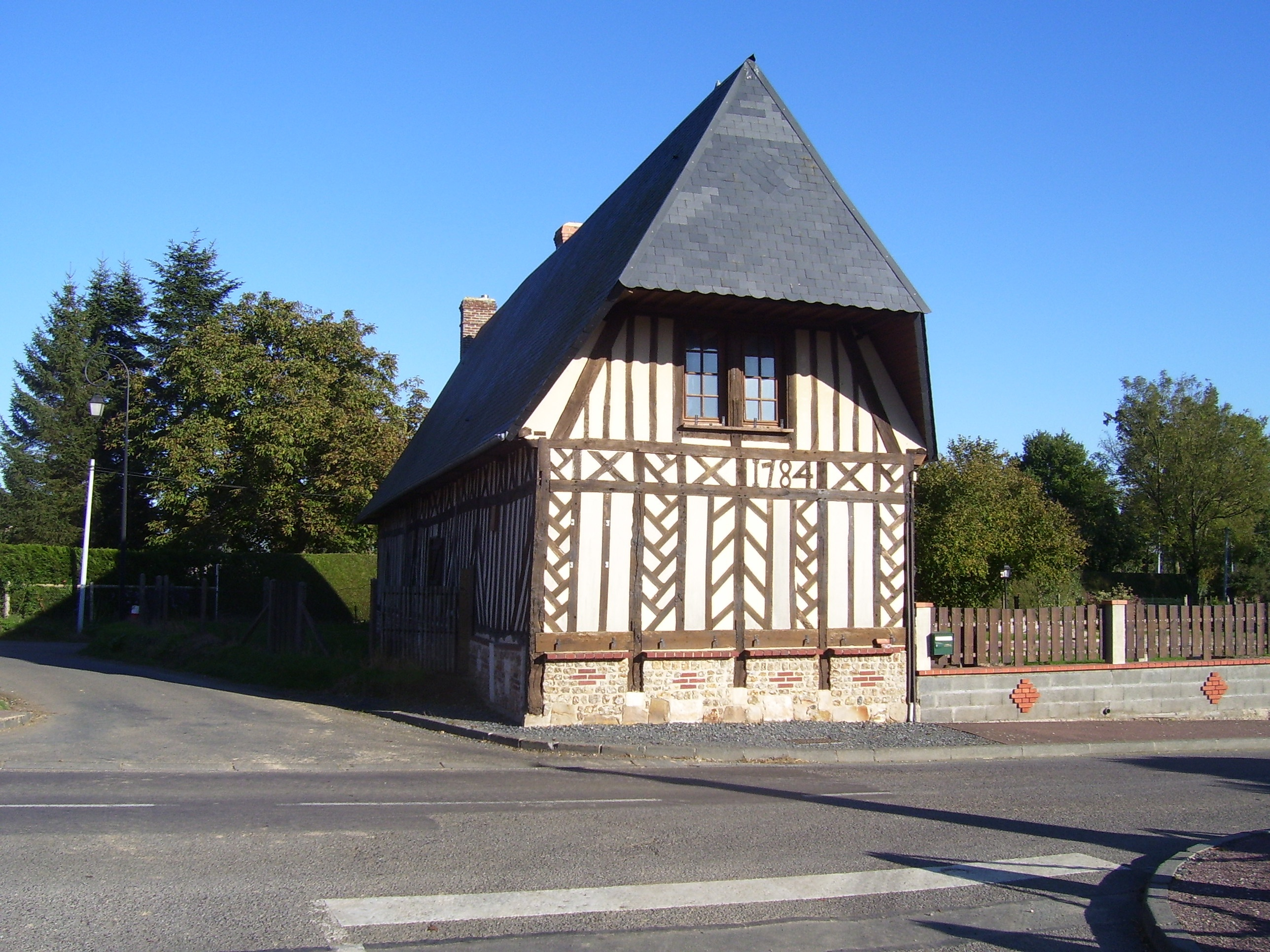
Maison en colombages.

### Patrimoine naturel

#### ZNIEFF de type 1
- La mare du Butteray[29]. Il s'agit d'une mare eutrophe avec végétation aquatique. Elle abrite plusieurs espèces d'amphibiens dont notamment le triton crêté, le triton commun ainsi que des grenouilles vertes et agiles.

#### Site classé
- L’église, le cimetière et son muret, les deux ifs et la chambre de charité  Site classé (1934)[30].

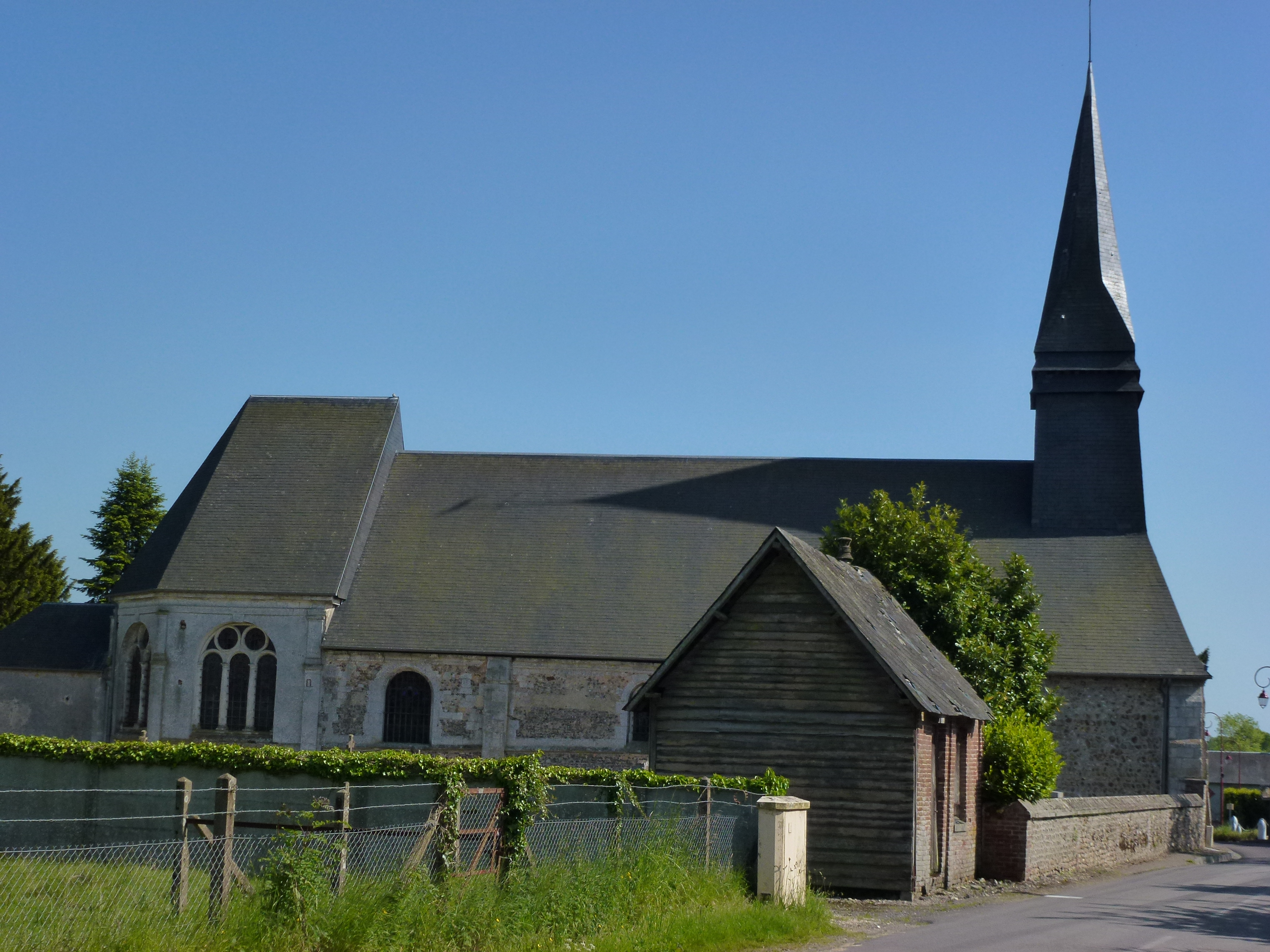
L'église.
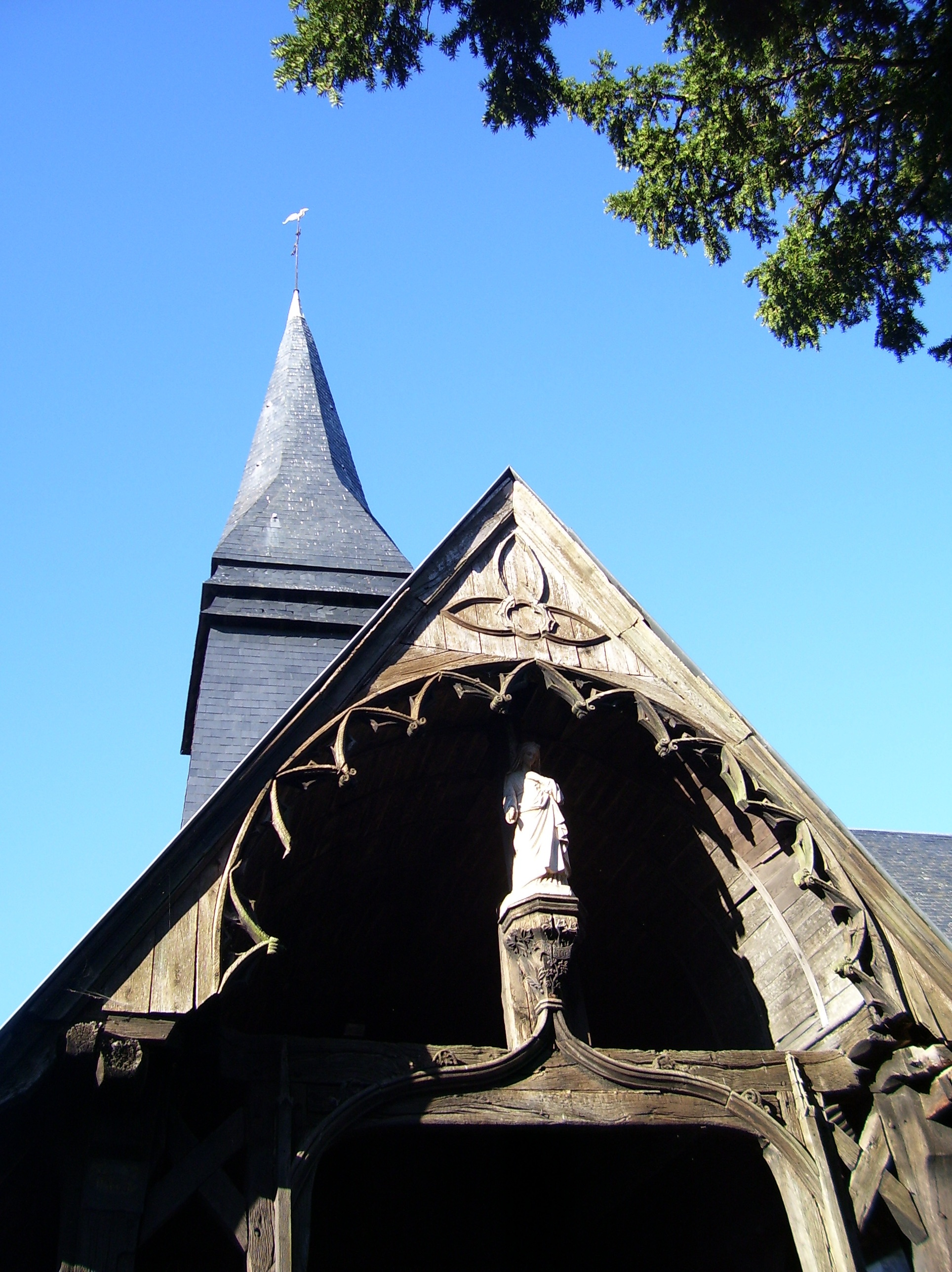
Portail de l'église.
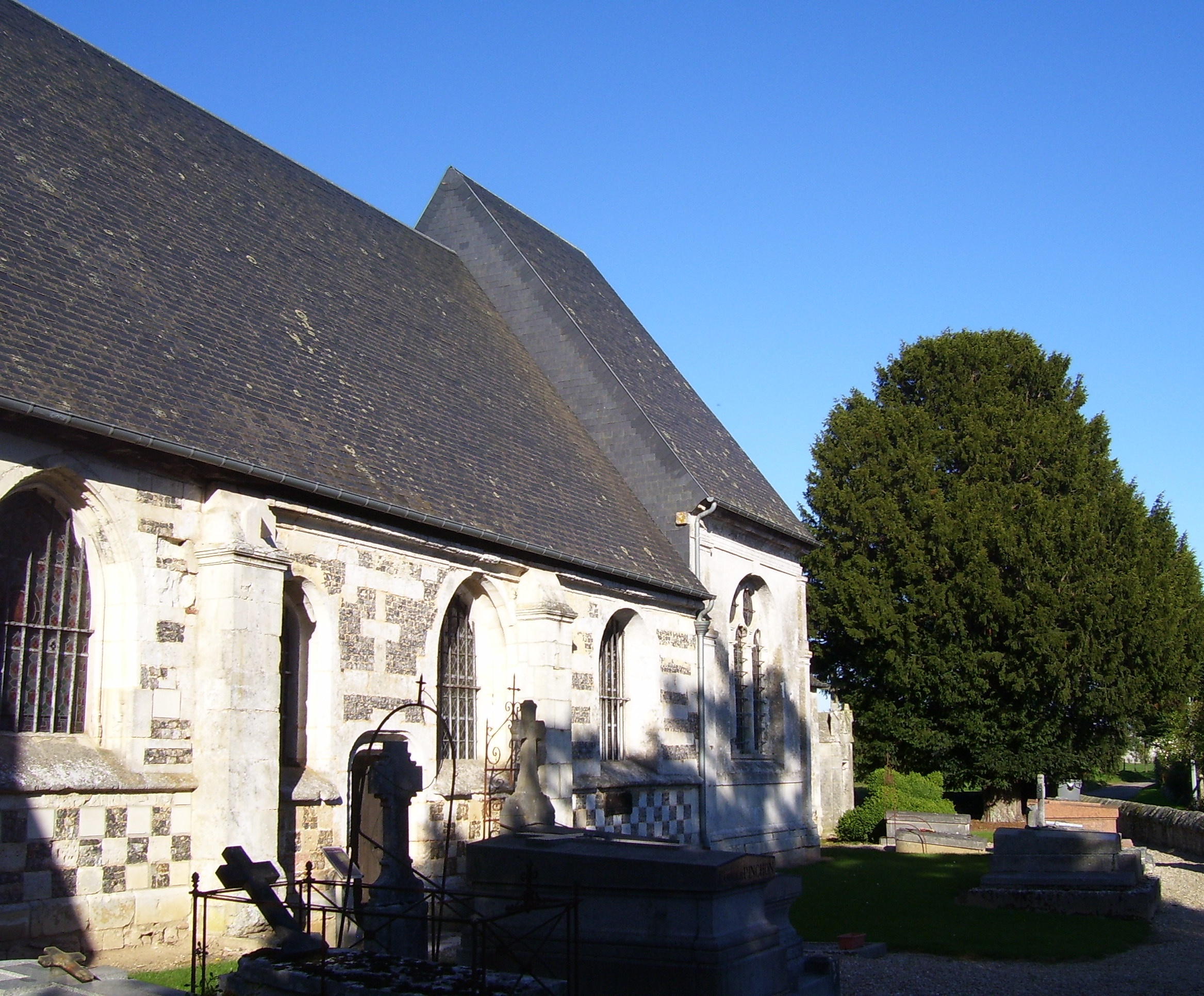
Façade de l'église en bichromie.
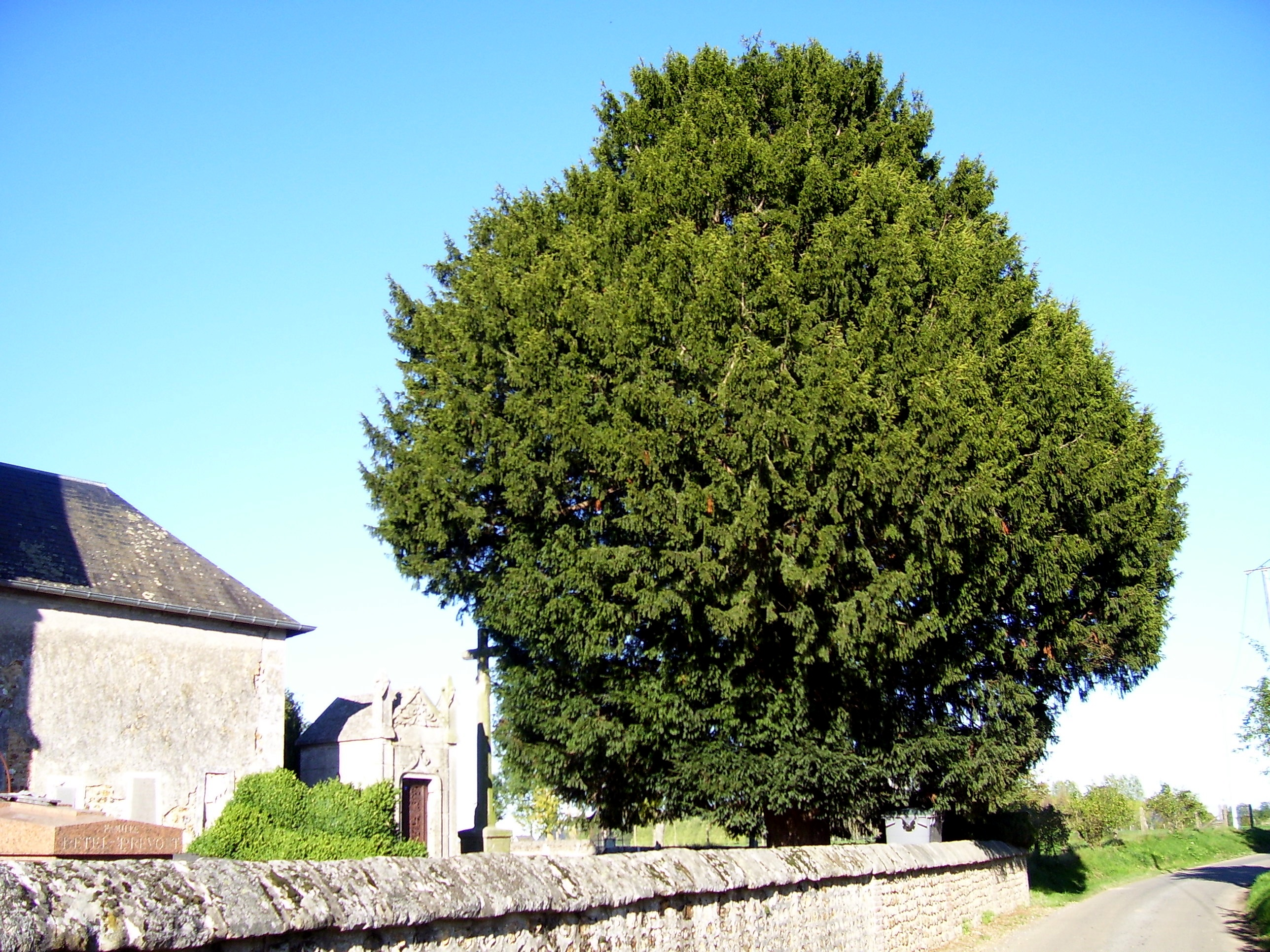
If du cimetière.
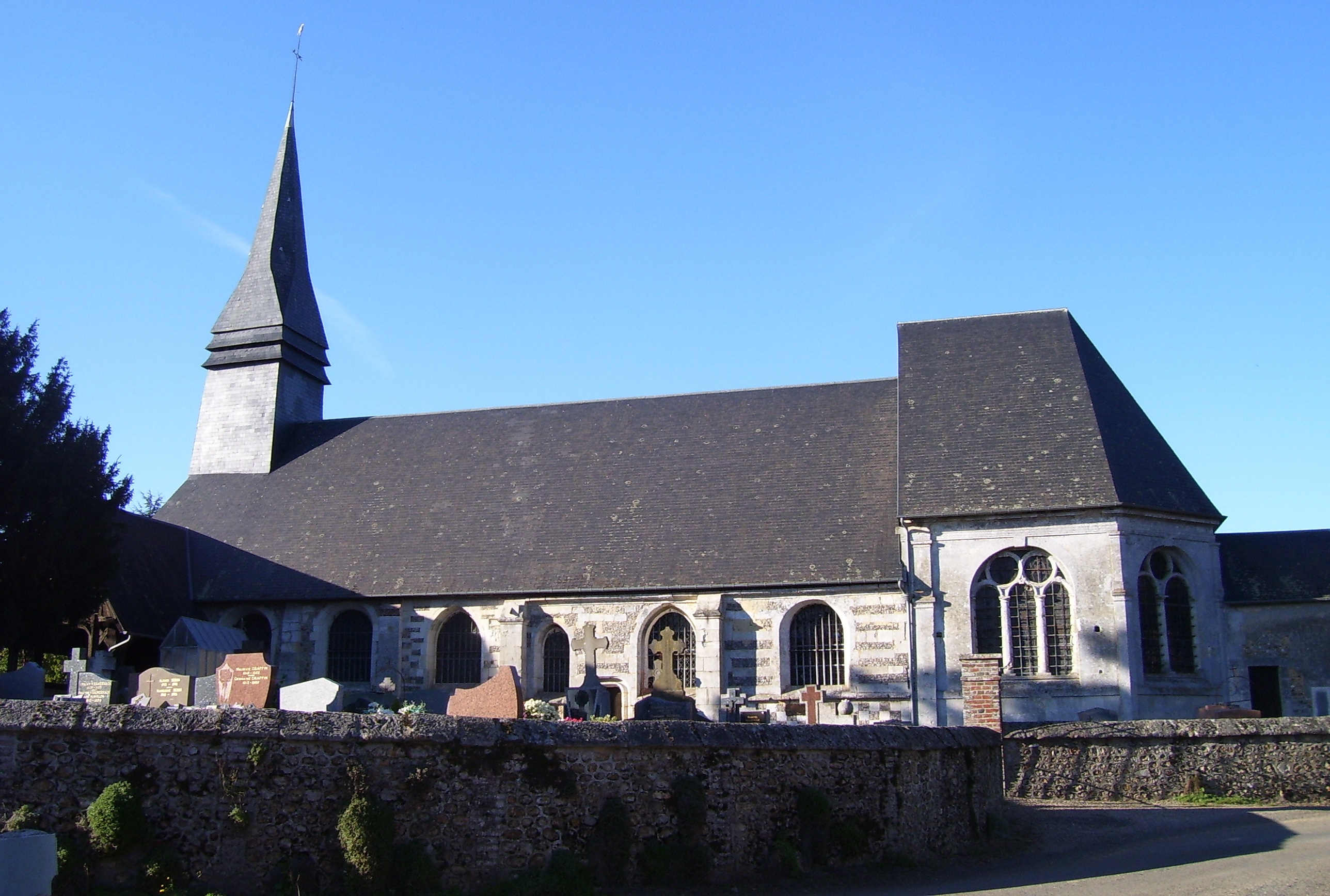
L'église, le cimetière et son muret

### Personnalités liées à la commune
- Joseph Duval-Jouve, né le 7 août 1810 à Boissy-Lamberville et mort le 25 août 1883, est un botaniste et agrostologue français. Il était le père de l'histologiste Mathias-Marie Duval (1844-1907).